# Charles Gounod
Charles-François Gounod, francoski skladatelj, * 17. junij 1818, Pariz, † 18. oktober 1893, Saint-Cloud.
Gounod je najbolj poznan po svojih operah Faust in Romeo in Julija.

## Življenje
Njegova mati je bila pianistka, oče pa tehnični risar. Mati je bila njegova prva učiteljica klavirja. Pri osemnajstih letih se je vpisal na Pariški glasbeni konservatorij, kjer je študiral kompozicijo v razredu Jacquesa Fromentala Halévya. Zanimala ga je tudi književnost. Bil je tudi precej veren.
Leta 1839 je za svojo kantato prejel nagrado Prix de Rome Ferdinand. Odšel je Rim v Italijo, kjer je spoznal različne glasbenike, zanimala pa ga je predvsem glasba Palestrine. Osredotočil se je na glasbo 16. stoletja. Ko se je vrnil v Pariz, je postal cerkveni organist in študiral teologijo. Skomponiral je t. i. Slovesno mašo, Messe Sollennelle, ki je znana tudi pod imenom Maša Svete Cecilije. To delo, s katerim je Gounod začel pridobivati ugled tudi v tujini, je bilo krstno izvedeno v Londonu leta 1851.
Gounod je leta 1851 skomponiral svojo prvo opero Sappho, ki pa ni doživela večjega uspeha. Leta 1852 je bil imenovan za direktorja pariškega Orpheona in ostal do leta 1860. Leta 1858 se je Gounod poročil z Anno Zimmermann, hčerjo profesorja klavirja na pariškem konservatoriju.
Premiera opere Fausta je bila leta 1859 v Théâtre Lyrique v Parizu, in je bila zasnovana po prvem delu Goethejevega Fausta. Ta opera ostaja njegovo najpopularnejše delo. Samo v Parizu so jo predvajali več kot 2000-krat. Opero Faust sicer od nekdaj obkrožajo polemike. Mnogo kritikov je bilo mnenja, da ta opera glede na skladateljeva predhodna dela predstavlja prevelik napredek. Nek kritik, ki se je javno izpostavil v tovrstni trditvi, je s strani skladatelja dobil povabilo na dvoboj in zato umaknil svojo trditev. 
Leta 1860 je napisal Filemona in Bavkido, zgodbo o dveh frigijskih kmetih, sledila je Kraljica Saba, ki je leta 1862 doživela neuspeh. Očarljivo, individualistično opero Mireille iz leta 1864 cenijo predvsem poznavalci. Romantična melodična opera Roméo et Juliette (zasnovana po Shakespeareovi predlogi Romeo in Julija), krstno izvedena leta 1867, je tudi pogosto izvajana. 
Med letoma 1870 in 1874 je Gounod živel v Angliji, kjer je deloval kot šef-dirigent današnje Kraljeve zborovske družbe (Royal Choral Society). Veliko Gounodovih skladb (skoraj dvesto predvsem maš in oratorijev) iz tega obdobja je vakalne ali koralne narave. Napisal je tudi še nekaj neuspešnih oper (Polievtka, Davek Zamore).
V svojem poznejšem obdobju je Gounod komponiral pretežno cerkveno glasbo, od katere je verjetno najbolj poznana Ave Marija, priredba prvega preludija iz prvega zvezka Dobro uglašenega klavirja (WTK) J.S. Bacha. Posvetil se je tudi komorni glasbi in skomponiral štiri godalne kvartete.

## Dela

### Opere
- Sappho (1851)
- La Nonne Sanglante (1854)
- Le Médecin malgré lui (1858)
- Faust (1859)
- Philémon et Baucis (1860)
- La Colombe (1860)
- La Reine de Saba (1862)
- Mireille (1864)
- Roméo et Juliette (1867)
- Cinq-Mars (1877)
- Polyeucte (1878)
- Le Tribut de Zamora (1881)

### Oratoriji
- Tobie (c. 1866)
- Gallia (1871)
- Jésus sur le lac de Tibériade (1878)
- La Rédemption (1882)
- Christus factus est (1883)
- Mors et Vita (1884)

### Simfonije
- Simfonija št. 1 in D major (1855)
- Simfonija št. 2 in E flat major
- Simfonija št. 3 (Mala simfonija za pihala, glej spodaj)

### Komorna glasba
- Godalni kvartet a minor (stara št. 3)
- Godalni kvartet št. 1, C mol »Le petit quatuor«
- Godalni kvartet št. 2, A Major
- Godalni kvartet št. 3, F dur
- Mala simfonija (Petite Symphonie pour instruments à vent)